# 中井恒夫
中井 恒夫（なかい つねお、1947年 - ）は、日本のメディアアーティスト。京都市立芸術大学名誉教授。
大阪府生まれ。東京芸術大学美術学部卒業。京都市立芸術大学美術学部構想設計・博士課程メディアアート教授（〜2012年3月）。

## プロフィール
大阪に生まれる。
東京芸術大学在学中の20歳で制作した個人映画「仮眠の皮膚」が国内で注目され海外に紹介される。3年後に制作した「錬金術ALCHEMY」は第5回ブリュッセル国際実験映画祭でグランプリ受賞。この作品はイメージのネガポジ反転手法の原点となる。1975年に行ったフィルムやビデオの作品展示において、映像分野では初めてインスタレーションという表記を行う。以降はインスタレーション作品へと展開し、多くの国際展に参加。ビデオインスタレーションの代表作品は「New world」。ビデオ オブジェの代表作は「Adam & Eve」（国際国立美術館蔵）。
1989年の映像作品「Artificial paradise」はドクメンタ８（ドイツ）に招待される。本作品は切り刻んだ映像の合成によって現実と仮想が明滅するビデオ映像であり、ヒロシマがテーマであると注目される。
2009年には未来の歴史1「東京原爆」を発表。2年後のフクシマを暗示する作品となる。その2011年には生命について人間の絶対値を問う未来の歴史2として映像のインタラクティブ・インスタレーション「ilinx」を発表する。未来の歴史は3で完結となる予定。
映画、写真、ビデオ、デジタルメディアなど多様な表現を展開している。

## 展覧会
- 1968年「東京フィルム・アート・フェスティバル」（受賞）
- 1975年「第５回ブラッセル国際実験映画祭」（グランプリ）
- 1978年「ニュー・ジャパニーズ・アバンギャルドフィルム」（ニューヨーク近代美術館）
- 1984年「第41回 ヴェネチア・ビエンナーレ」、「ベルリン映画祭」
- 1987年「前衛芸術の日本」展（ポンピドゥー美術館）、「ドクメンタ８」（ドイツ・カッセル）
- 1988年「第17回 日本国際美術展」（国立国際美術館賞 受賞）
- 1989年「ユーロパリア・ジャパン・アートテクノロジー」展（ベルギー）
- 1994年「戦後日本の前衛美術」展（横浜美術館）
- 1995年「日本実験映像６０’S／さいたま芸術劇場」
- 1995年「MARUTIMEDIA　GARDEN （ATC デザインギャラリー／大阪）
- 1995年「個展MEDIA  DANCE（メディア　インスタレーション）（ギャラリー山口）
- 1996年「EIZO  EXPLORER   MEDIA　DANCEー９６」（錦糸町西武）
- 1998年「ART  EXPO  98」（バルセロナ）
- 1998年「草月とその時代展」（芦屋市美術館）
- 1998年「個人映画の光芒」（千葉市美術館）
- 1999年「合成映像」（イメージフォーラム）
- 1999年「Media  Cast」（NTTコミュニケーション／東京都写真美術館）
- 2000年「現代音楽展2000ミュージック・ヴィジョン」（スフィアメックス／東京）
- 2001年「マルチメディア・アーカイヴ２０００」（東京）
- 2002年「ISEA２００２／初期日本のビデオアート展」（名古屋ポートビル講堂）
- 2006年「眩暈の装置」（川崎市民ミュージアム）
- 2007年「戦後日本の芸術」（ゲッティ美術館）
- 2009年「東京　原爆」（秋山画廊／東京）
- 2009年「日独仏実験映画祭3（シネ・ヌーヴォ／大阪）
- 2011年「ルネサンス－京都・映像・メディアアート」（京都芸術センター）

等